# ジョン・オーガー

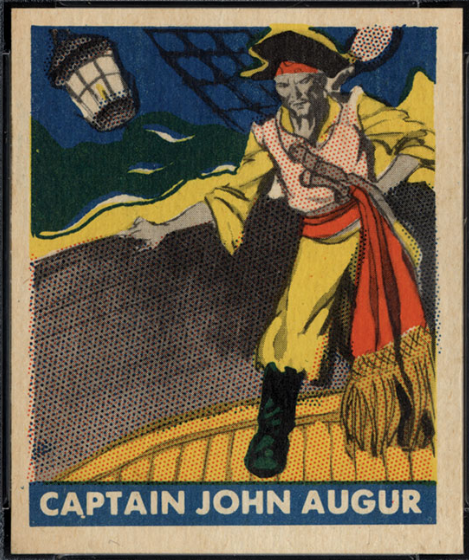
ジョン・オーガー船長 リーフ社海賊トレーディングカード(1948)より

ジョン・オーガー（John Auger、1718年没）は、カリブ海の海賊。元海賊のベンジャミン・ホーニゴールドによって捕らえられた。

## 経歴
1718年7月27日、バハマのウッズ・ロジャーズ総督は、海賊行為に関して赦免する旨の国王ジョージ1世からの布告を携えてプロビデンス島ナッソーに着任した。オーガーもこの布告を受け入れて総督に投降した海賊の1人だった。
ロジャーズはナッソーの統治にあたって貿易で利益を出そうと考え、そのためにいくつかの船を用立てた。スループ船メアリ号もその一つで、オーガーが船長を任された。10月5日、オーガーのメアリ号、ホワイト船長のスクーナー船バチェラーズ・アドベンチャー号、グリーナウェイ船長のスループ船ランカスター号がキューバのポートプリンスに向けて出帆、翌日グリーン・ケイという無人島に投錨し、何人かが動物を狩るために上陸した。その夜、船長たちが翌日の出発時間について話し合った後、ホワイト船長のアドベンチャー号からフィニーズ・バンス、デニス・マカーティほか大勢の男がメアリ号にやって来た。男たちはオーガーを交えて酒盛りを始め、かつての海賊行為について語り合った。酔ったバンスがジェームズ・カー(ロジャーズ総督の懇意で積荷の監督役だった)をカトラスで斬りつけ、そのことで口論に発展してる間、マカーティが示し合わせていた仲間たちと大船室を占拠した。これに呼応したバンスがカーを殴りつけて大騒動に発展し、カーとリチャード・ターンリーがバンスを拘束しようと取っ組み合いになったが、武装したマカーティたちが逆に彼らを拘束してしまった。船を乗っ取った一味はグリーナウェイ船長を呼び出し、彼らも拘束。これらを見たオーガーは、こともあろうに自ら海賊に志願したのだった。
一味は投票によってカーとターンリーをグリーン・ケイに置き去りにしようと決定した。捕虜たちは裸に剥かれて島に置いて行かれたが、翌朝マカーティがやって来て「服を渡すから船に戻れ」と言い出した。カーとターンリーは喜んで船に戻ったが、安堵も束の間、一味は気晴らしとして合図用の笛が鳴るまで彼らを殴り続けるという手酷い虐待を加えた。一味はカーとターンリーを殴りつけて貴重品の在り処を聞き出した。これらの虐待および掠奪の後、一味はグリーナウェイ船長を仲間に入れようと説得を試みたが、船長はこれを頑として拒んだ。結局のところカー、ターンリー、グリーナウェイを含めて8人がボートに乗せられ、島に置き去りにされた。海賊船の出航準備をしている時、島にベンジャミン・ハッチンスの海亀漁船がやって来て、一味は彼も仲間に加えた。
一味はロング島に向かったが、そこでスペインの私掠船と戦闘になって多数が死に、バンスやハッチンスらはナッソーに連行された。ロジャーズはただちにバンスを絞首刑に処そうとしたが、彼は重傷を負っておりその前に死んだ。さらにロジャーズはグリーン・ケイに置き去りにされた者たちの救助と、ロング島の海賊残党を捕えるため船を手配した。その頃、ロジャーズはベンジャミン・ホーニゴールドやジョン・コックラムを海賊ハンターに起用し、チャールズ・ヴェインを捕えようとしていた。ヴェインの逮捕は叶わなかったが、ホーニゴールドたちはヴェインと共謀していたニコラス・ウッドオールを捕らえていた。ロジャーズはホーニゴールドをオーガー一味捕縛の指揮官に任命し、さらにグリーン・ケイで救助されたばかりのターンリーを乗組員に加え、ロング島に派遣した。ホーニゴールドは海賊と面識のない乗組員たちをボートで送り出し、結果的に海賊たちは釣られて船にやって来た。しかし一味は船内でかつての海賊仲間であるホーニゴールドとグリーン・ケイに置き去りにしたはずのターンリーを見て仰天した。結局、一味は捕らわれ、プロビデンス島に連行された。
裁判において、オーガーはバンスの一行が海賊行為を目的に船にやって来たとは知らなかったと弁明したが、それを立証する証人はいなかった。結果的に裁判では9人に死刑判決が下され、12月12日にオーガー含む8人が執行された。この裁判には元海賊のジョサイア・バージェスも裁判官として参加していた。キャプテン・チャールズ・ジョンソンの『海賊史』によれば、オーガーは処刑直前、「深く罪を悔い、刑を執行される時まで顔を洗わず、髭も剃らず、着替えもしなかった。城壁の上で1杯のワインをもらうと、バハマ諸島と総督に栄光あれ、と言ってそれを飲み干した」という。死刑宣告された一味の中で、ジョージ・ラウンズヴィルだけはロジャーズの慈悲によって刑を免れた。ラウンズヴィルはその後、バージェスの私掠船に参加したが、船が座礁してバージェスと共に死んだ。皮肉にもグリーン・ケイでの事故であった。

## 参考資料
- チャールズ・ジョンソン(著)、朝比奈一郎(訳)、『海賊列伝(下)』2012年2月、中公文庫
- コリン・ウッダード(著)、大野晶子(訳)、『海賊共和国史 1696-1721年』2021年7月、パンローリング株式会社